# کایزرسباخ
کایزرسباخ (به آلمانی: Kaisersbach) یک روستا در آلمان است که در رمس-مور واقع شده‌است. کایزرسباخ ۲٬۷۱۵ نفر جمعیت دارد.